# Orientales Omnes Ecclesias
Orientales Omnes Ecclesias — восьма енцикліка папи Пія ХІІ, опублікована 23 грудня 1945 року.
Нагодою для написання енцикліки стало святкування 350-тої річниці унії Української Греко-Католицької Церкви з Апостольським Престолом (Берестейська унія).